# Dževad Alihodžić
Dževad Alihodžić (Zenica, 13. veljače 1969.) je bosanskohercegovački košarkaš.
Visok je 208 centimetara, igra na poziciji centra. Ponikao je u Čeliku. Nakon odličnih nastupa za juniorski tim je 1983. godine prešao u Bosnu, gdje je igrao do 1990. godine. 
Tada odlazi u Cibonu, gdje se zadržao sedam sezona (6 titula prvaka Hrvatske, i dva Kupa). U ekipi turskog Ulker Sport Kluba iz Istanbula igrao je u sezoni 1998/99. Igrao za ruski Sankt-Peterburg Lions, francuski Strasbourg i talijanski Scafati Basket. Sezonu 2002./03. igra ponovo u Ciboni, a proteklu je proveo u KK Zagrebu. Najvažniji uspjesi, svjetski juniorski prvak s reprezentacijom Jugoslavije 1988. godine i kadetski prvak Europe 1985. godine. Igrao je i u Olimpiji iz Osijeka i turskom Ülkersporu.